# Alejandro Bran
Alejandro Jesús Bran Flores (ur. 5 marca 2001 w San José) – kostarykański piłkarz występujący na pozycji defensywnego lub środkowego pomocnika, reprezentant Kostaryki, od 2024 roku zawodnik angielskiego Burton Albion.